# Diocese de São João-Basseterre
A Diocese de São João-Basseterre (em latim:  Dioeœsis Sancti Ioannis Imatelluranus) é uma diocese de rito latino da Igreja Católica no Caribe. Abrange os arquipélagos de Antígua e Barbuda, São Cristóvão e Neves, Monserrate, Anguila e Ilhas Virgens Britânicas. A diocese é sufragânea da Arquidiocese de Castries, e um membro da Conferência Episcopal das Antilhas.
Foi edificada em janeiro de 1971, e ao contrário de muitas outras dioceses, tem duas catedrais: a Catedral da Sagrada Família em São João, e a Cocatedral da Imaculada Conceição em Basseterre, São Cristóvão.

## História
A diocese foi erigida em 16 de janeiro de 1971 como Diocese de Saint John's , em território separado da Diocese de Roseau (Dominica).
Em 21 de junho de 1981, foi renomeada como São João-Basseterre.

## Bispos
- Joseph Oliver Bowers (1971–1981)
- Donald James Reece (1981–2007)
- Gabriel Malzaire (administrador apostólico – 2007–2011)
- Kenneth David Oswin Richards (2011–2016)
- Robert Anthony Llanos (2018- presente)